# Segunda guerra del Congo
La segunda guerra del Congo —conocida también como guerra mundial africana, gran guerra de África o la guerra del Coltán— fue el conflicto armado que tuvo lugar en gran parte del territorio de la República Democrática del Congo (antiguo Zaire), con posterioridad a la primera guerra del Congo. Este conflicto se inició en 1998 y terminó formalmente en 2003, cuando asumió el poder un gobierno de transición bajo los términos del Acuerdo de Pretoria. Los combatientes provenían de nueve naciones (además de existir dentro del país veinte facciones armadas distintas), lo que lo convierte en el conflicto continental africano más grande del que se tenga noticia.
Provocó la muerte de aproximadamente 5,4 millones de personas, la mayoría de ellas por hambre y enfermedades prevenibles y curables. Dentro de estos graves hechos, se considera a este episodio el más álgido dentro del llamado «genocidio congoleño». Esta trágica cifra convirtió a esta guerra en el conflicto más mortífero desde la Segunda Guerra Mundial, y eso sin contar los millones de desplazados y refugiados en los países vecinos.
Pese a la paz formal alcanzada en julio de 2003 en Pretoria y al acuerdo de los intervinientes de establecer un gobierno de unidad nacional, la institucionalidad estatal sigue siendo débil y escasa en grandes sectores del país, los cuales sufren todavía brotes esporádicos de violencia. En 2004 se calculaba que cerca de cien personas morían diariamente como resultado de las escaramuzas ocasionales y de la falta de servicios y alimentación. La migración forzada de habitantes continúa desangrando la región en una crisis que parece no terminar, mientras que la esquiva paz aún no ha llegado a todas las regiones.

## Causas del conflicto
Artículo relacionado: Mobutu Sese Seko
La turbulenta historia del territorio que ocupa la actual República del Congo tiene su origen en la colonización del territorio por parte de los belgas desde mediados del siglo XIX. La administración del rey Leopoldo II fue considerada de una brutalidad y violencia inusitada, incluso para los estándares del colonialismo de su época. Esto prosiguió en gran medida más allá de 1908, cuando el dominio privado del rey se convirtió en el Congo Belga. Producto de su extraordinaria riqueza mineral y de los lastres del colonialismo, la vida de la naciente república fue problemática desde 
el comienzo de la transición a la vida independiente.
La primera elección democrática efectuada en el país (1960) dio como resultado la elección de Patrice Lumumba, de tendencias izquierdistas.  Este fue derrocado por Mobutu Sese Seko, en un golpe apoyado por la CIA y Bélgica. Para 1965 Mobutu se había consolidado como el hombre fuerte del país, estableciendo una dictadura que duraría por muchos años. Mantuvo el apoyo de los países occidentales gracias a su apoyo en la guerra contra la influencia soviética que arreciaba en Angola. Este apoyo permitió a Mobutu obtener una fabulosa fortuna personal, mientras que el país caía en una espiral de hambre, destrucción, empobrecimiento y subdesarrollo insalvable dentro de una economía de subsistencia. Después de la disolución de la URSS a comienzos de la década de 1990, las presiones en contra de Mobutu crecieron de forma sostenida, al no ser necesario para combatir contra unos enemigos ya desaparecidos. Para contrarrestar este efecto, el dictador creó un fuerte culto a la personalidad al mismo tiempo que las agencias internacionales concluían que el país era un caso perdido. En 1991 la presión hacia el régimen se tradujo en un primer acuerdo que otorgó concesiones a los líderes de la oposición, lo cual no pudo evitar el inminente desastre. Para 1995 la crisis había debilitado el poder del dictador, y su influencia era escasa. Los salarios de la administración pública no se pagaban, la violencia era endémica y la corrupción la rutina de cada día.
El fin de la Guerra Fría significó el abandono de toda el África subsahariana por las grandes potencias, dejando los países a la deriva para que enfrentaran sus problemas por sí mismos. Los conflictos internos no tardaron en destaparse, mientras los resultados que habían provocado los lastres del colonialismo y del conflicto entre los Estados Unidos y la URSS afloraban. Cuando los estadounidenses dejaron de apoyar a Mobutu, esto se convirtió en la señal esperada por sus opositores para iniciar una gran campaña que terminase con su derrocamiento y el fin de la dictadura.
El segundo ingrediente que faltaba para desencadenar una gran crisis regional lo aportó el genocidio ruandés de 1994. Producto de estos graves hechos, además de la violencia incubada en Burundi, la zona oriental del Zaire se convirtió en un refugio para millones de hutus que huían de sus tierras, intentando salvar sus vidas. La gran crisis de refugiados de la región de los Grandes Lagos dejó la zona en manos de las milicias interahamwe (formada por hutus que habían llevado a cabo buena parte del genocidio) apoyadas por elementos del anterior Ejército de Ruanda.
La Alianza de Fuerzas Democráticas para la Liberación del Congo (AFDLC) encontró entonces el apoyo de los ruandeses y ugandeses, quienes canalizaron gran cantidad de dinero y armas para que continuaran la guerra contra las fuerzas de Mobutu. Dirigidas por Laurent Désiré Kabila, estas fuerzas dieron inicio a la primera guerra del Congo en 1996. El gobierno de Ruanda, dirigido por una coalición de fuerzas tutsis, protestó enérgicamente contra las fuerzas hutus refugiadas en la zona, que realizaban incursiones dentro de su territorio. La salida que se buscó entonces fue armar a los banyamulengue, etnia tutsi que habitaba en Zaire. El gobierno de Mobutu Sese Seko denunció vigorosamente esta intervención, aunque su capacidad de acción en términos militares era nula, además de que su capital político era escaso. Finalmente, resolvieron el problema mediante un acuerdo tratado en Bruselas, Bélgica.

### Kabila marcha hacia Kinshasa
Abandonado por sus antiguos aliados, el régimen de Kinshasa se derrumbó fácilmente, una vez que las fuerzas de Kabila iniciaron su descenso por el río Congo. Encontraron escasa resistencia y pudieron concluir su campaña en un breve plazo. Cabe también señalar que Kabila gozaba de cierto prestigio, que había incrementado con el tiempo, al haber sostenido una constante oposición a Mobutu por más de veinte años, Kabila destacaba por ser un declarado marxista, seguidor de Mao Zedong, y por haber tomado parte en la fracasada insurrección apoyada por el guerrillero argentino Che Guevara a mediados de la década de 1960.
Por su parte, el ejército del AFDLC estaba formado en gran parte por Banyamulenges y tutsis veteranos de los conflictos de la zona de los Grandes Lagos. El ejército se puso en movimiento en diciembre de 1996, con la toma de control de los pueblos mineros y fronterizos en los cuales estableció bases de apoyo. Informes de masacres y de represiones brutales cometidas por los insurrectos llegaron lentamente a Occidente. Un delegado de derechos humanos de la Organización de las Naciones Unidas, el chileno Roberto Garretón, informó que testigos presenciales hablaban de grandes masacres cometidas por los rebeldes, estableciendo una cifra aproximada de 60 000 muertos en su avance. Estos informes fueron siempre negados por el AFDLC. Las investigaciones llevadas a cabo en Goma, establecieron que la práctica de la desaparición forzada, la tortura y los asesinatos estaban a la orden del día. Garretón citó a Moese Nyarugabo, un ayudante de Mobutu, quien le señaló que estas muertes y desapariciones eran esperables en tiempo de guerra.
En marzo de 1997, las fuerzas de Kabila iniciaron una gran ofensiva bélica, al tiempo que exigían la rendición del gobierno. Se informó que el 27 del mismo mes los rebeldes ocupaban la ciudad de Kasenga, pese a ser este hecho desmentido por Mobutu. Bajo los auspicios de varios países y organizaciones, se hicieron a finales de marzo varias tentativas de llegar a un acuerdo. El 2 de abril fue designado un nuevo primer ministro, Etienne Tshisekedi, antiguo opositor de Mobutu. Estos cambios fueron despreciados por Kabila por considerarlos superficiales, además de advertirle a Tshisekedi que si aceptaba el cargo no podría formar parte de un eventual nuevo gobierno.
Los constantes avances del AFDLC a lo largo del río llegaron a su punto culminante cuando en mayo se encontraron a las puertas de Kinshasa. El 16 de ese mes, el ejército multinacional dirigido por Kabila tomó el control del aeropuerto de Lubumbashi, una vez fracasadas las negociaciones. El dictador huyó ese mismo día, proclamándose Kabila presidente. En ese mismo momento comenzaron grandes purgas, además del intento de Kabila de reorganizar el país.

### El apoyo indeseado

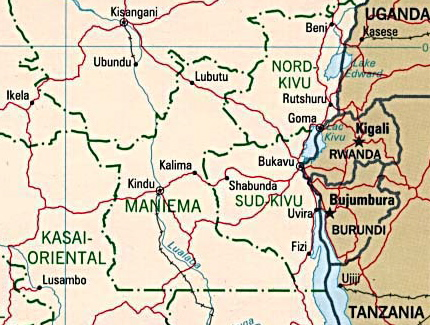
La frontera entre la República Democrática del Congo con Ruanda y Burundi.

Cuando en mayo de 1997 Kabila tomó el control de la capital, se enfrentó con gravísimos problemas para gobernar la nueva “República Democrática del Congo” (RDC). Fuera de los conflictos entre sus propios partidarios locales y una exorbitante deuda externa, sus colaboradores extranjeros decidieron no abandonar el país cuando se les solicitó. La presencia de una gran cantidad de ruandeses en la capital mostraba a Kabila como una marioneta de los regímenes externos ante los mismos congoleses.
La creciente tensión se agravó cuando, el 14 de julio de 1998, Kabila se deshizo de su comandante militar, el ruandés James Kabare, remplazándolo por uno nacional. El aparente control que parecía tener Kabila sobre su base política congolesa le daba la fuerza para intentar poner distancia en su compleja relación con los países que le llevaron al poder. Pese a que la jugada enfrió su relación con Kigali, intentó mejorarla nombrando a Kabare asistente militar de su sucesor. Sin embargo, dos semanas después Kabila abandonó la diplomacia, agradeciendo a Ruanda su ayuda y ordenando a esas tropas, además de las de Uganda, abandonar con la mayor brevedad el país. En menos de 24 horas todos los colaboradores militares ruandeses fueron despachados a casa sin ningún tipo de ceremonia. Esto provocó una gran inquietud entre los grupos que se veían abandonados por la partida de los extranjeros, principalmente los banyamulengues del este del Congo. Las tensiones de este último grupo con las naciones vecinas había sido una de las causas de la primera guerra del Congo. Fuera de esto habían sido utilizados por los ruandeses para entrar al país, y poco tiempo después se vieron envueltos nuevamente en un conflicto armado.

## Facciones
En términos generales, los combatientes del Congo pueden ser catalogados en cuatro grandes grupos (aunque existen también varios grupos individuales que pelean por el control de algunas áreas específicas, ricas en recursos).

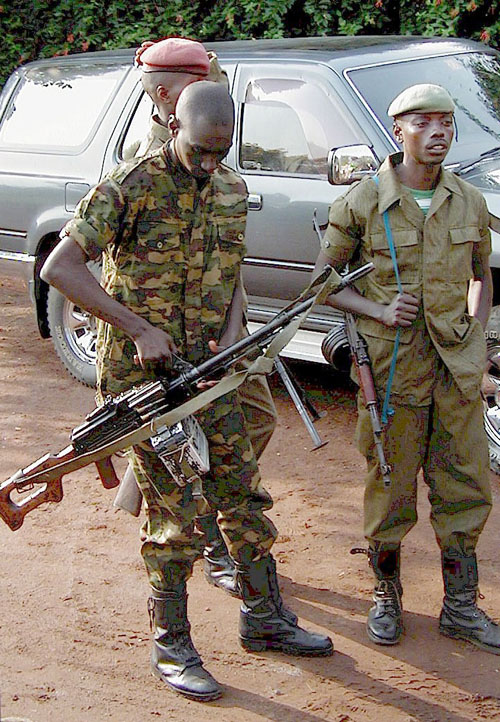
Soldado congolés ajustando una metralleta tipo PK soviética en la frontera con Ruanda. Año 2001.

- Fuerzas tutsis:

Incluye fuerzas regulares de los ejércitos de Ruanda y Burundi, grupos de milicianos creados por la etnia tutsi banyamulengue, y las fuerzas rebeldes llamadas "Reagrupamiento Congoleño para la Democracia" o RCD (dominadas por los banyamulengues). Estos grupos se encuentran activos en la zona de las provincias de Kivu del Norte y del Sur y su territorio se extiende hacia el este en dirección a Kinshasa. Sus intereses principales son brindar seguridad a Ruanda y Burundi, defender a los tutsis de la RDC, contrarrestar la influencia de Uganda y explotar los recursos naturales.
- Fuerzas hutus:

Incluye a grupos hutus responsables del genocidio de 1994, rebeldes de Burundi que intentan derrocar a su gobierno, hutus congoleses y miembros de las milicias Mai Mai. La fuerza principal son las "Fuerzas Democráticas para la Liberación de Ruanda", que opera en los alrededores de Kivu. Sus metas son expulsar a las fuerzas tutsis extranjeras, la limpieza étnica de los banyamulengues, derrocar a los gobiernos de Ruanda y Burundi y ganar el control de los recursos naturales.
- Fuerzas ugandesas:

Incluye al ejército nacional de Uganda y varios grupos apoyados por este país, tales como el "Movimiento de Liberación del Congo". Sus fuerzas controlan la zona del noreste y centro-norte de la RDC. Sus fines son proteger la frontera ugandesa, evitar el desarrollo de un estado fuerte en el Congo, contrarrestar la influencia de Ruanda y explotar los recursos naturales.
- Fuerzas del gobierno de Kinshasa (Kabila):

Incluye al ejército nacional del Congo, grupos enemigos de los Mai Mai, y naciones aliadas como Zimbabue, Angola, Chad, Sudán y Namibia. Controlan el oeste y el sur de la RDC, y sus principales fines son crear un estado fuerte que controle sus fronteras y territorio, al igual que los recursos naturales.
La guerra étnica entre los hutus y los tutsis se convirtió en el motor central de buena parte del conflicto, con personas en ambos bandos que buscaron la aniquilación completa del otro grupo. Las fuerzas de Kinshasa y las hutus tuvieron relaciones cercanas y coincidencias en su interés por expulsar a los extranjeros y apoderarse de los territorios ocupados por las fuerzas ruandesas y ugandesas. De la misma forma, Uganda y Ruanda intentaron ocupar zonas a expensas de Kinshasa, aunque la competencia por los recursos de los territorios provocaron quiebres en esta relación. Hubo noticias sobre supuestos permisos concedidos por Uganda para permitir a Kinshasa enviar armas por tierra a las fuerzas hutus por sus áreas de control, de la misma manera que los rebeldes de Uganda, Kinshasa y hutus buscaron de una forma u otra controlar y derrotar a los ruandeses y sus aliados.

## Naturaleza del conflicto

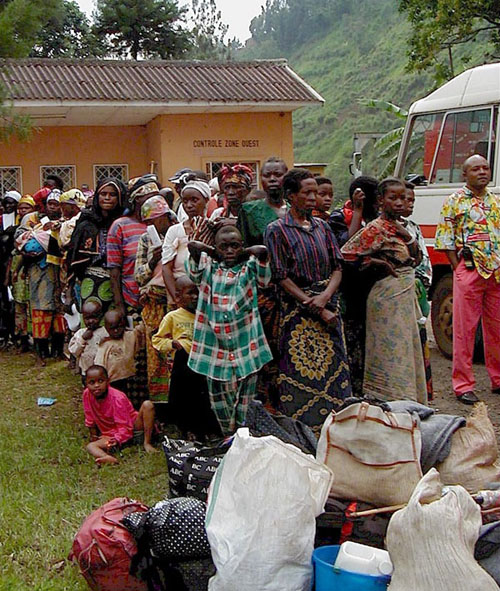
Ciudadanos de la RDC esperando cruzar a Ruanda en un paso fronterizo, año 2001.

Durante la guerra del Congo no existieron grandes batallas y el control territorial fue bastante difuso, sin líneas de frente bien definidas, algo propio de las guerras de cuarta generación. Pese a que estuvieron involucrados soldados de varios países, estos mismos países fueron bastante reacios a exponerlos a combates abiertos. El equipo y entrenamiento de estos ejércitos ha significado para estos pobres países destinar ingentes sumas de dinero y recursos que, en caso de perderse, podrían difícilmente ser reemplazadas. La naturaleza misma de la geografía regional convirtió la guerra en el mantenimiento de un sinnúmero de plazas fuertes, tales como aeropuertos, puertos, centros mineros y alguna que otra carretera, antes que controlar grandes extensiones de tierra de difícil dominio.
Como resultado de lo anterior, la guerra la combatieron, principalmente, grupos de milicias no organizadas, altamente indisciplinadas y que contribuyeron a la violencia con acciones tales como violaciones masivas, tortura y limpieza étnica. Por esto mismo los acuerdos de alto al fuego o de paz han resultado en gran medida inoperantes, ya que estos grupos continúan funcionando impunemente y sin ningún control. Muchas de las víctimas han caído a manos de ellos, mientras que muchos otros han muerto de hambre o enfermedades esparcidas o descontroladas por el caos reinante.
Uno de los principales intentos de los grandes grupos en conflicto fue controlar la magnífica riqueza en recursos naturales del país. Los países de los Grandes Lagos de África pagaron a sus combatientes concediéndoles la extracción de recursos tales como diamantes y madera. Los esfuerzos de explotación convirtieron a los oficiales de los ejércitos de Ruanda y Uganda en tenedores de pequeñas y grandes fortunas, que con el tiempo desplazaron al objetivo inicial de perseguir, capturar y castigar a los principales autores del genocidio de 1994, por sostener el control en el este de la RDC. En la interinidad las fuerzas de ocupación establecieron impuestos prohibitivos a los habitantes nativos, confiscando casi todo el ganado y buena parte de los alimentos de las zonas ocupadas. Se sabe hoy que hubo intereses de muchas partes involucradas por controlar los yacimientos de coltán, un preciosísimo mineral con un importante uso en la industria informática y espacial.
La carrera por conseguir el control de los recursos provocó que buena parte de las fuerzas anti-Kabila llegaran a enfrentamientos abiertos. En 1999 tropas de Uganda y de Ruanda chocaron en la ciudad de Kisangani. Pese a este quiebre entre sus enemigos, las fuerzas de Kabila estaban demasiado exhaustas como para tomar ventaja de la situación.
La guerra se caracterizó, como todas las conflictos de las últimas décadas, por el uso masivo de niños soldados por los diferentes grupos armados, tanto tropas de facciones rebeldes como los propios ejércitos de los distintos países. Solo en el año 2001 en la frontera entre Uganda y RDC había cerca de 20 000 niños siendo usados como soldados, en un campamento en Mushaki de 3.000 reclutas un 60 % eran menores de 18 años. En Kivu del Norte se estima que habían 12 000 niños soldados (2001), el uso de niños como combatientes venía desde el principio del conflicto, entre 1998 y 1999 en un campamento en Kaniama-Kasese se entrenaron a 2.000 niños, en 1999 había en el país 5.000 niños combatiendo.
Se estima que en 1999 el ejército de la RDC tenía entre sus filas a 6 o 20 mil menores de edad, ya en la rebelión de Kabila sus fuerzas contaban con 10 000 niños. Las milicias Mai-Mai tenían 3.000 menores de 18 años.

## El curso de la guerra
El inicio de la ofensiva rebelde amenazó al gobierno de Kabila en cosa de semanas, y este la superó, por el rápido apoyo que le prestaron varias naciones africanas. En un comienzo pareció que el conflicto desencadenaría una guerra regional con la intervención de fuerzas regulares, pero esto se desestimó desde 1999, cuando los frentes se estabilizaron. De ahí en adelante la guerra prosiguió a cargo de fuerzas irregulares.

### Los intentos de ocupar Kinshasa
El 2 de agosto de 1998 los bayanmulengues de la ciudad de Goma iniciaron un motín. La ayuda y apoyo por parte de Ruanda fue inmediato, prestando todos sus aportes y creando la Asamblea por la Democracia Congolesa (ADC), compuesta principalmente por los mismos banyamulengues, y auspiciada por Ruanda y Uganda. El grupo rápidamente se hizo fuerte en la ciudad de Goma, donde estableció su base de operaciones, llegando a controlar las ricas provincias orientales de la RDC. Además Ruanda y Uganda se aliaron con Burundi para ocupar toda la zona noreste del país. La respuesta de Kabila fue aliarse con los hutus y declarar la guerra a todos los tutsis, acciones que dieron como resultado varios linchamientos públicos de tutsis en la capital. El 12 de agosto, en términos similares a los utilizados durante el genocidio ruandés, un mayor del ejército del gobierno declaró por la radio: “el pueblo debe llevar machetes, lanzas, flechas, azadones, espadas, rastrillos, cercos de púas, piedras, y utensilios similares, para –queridos escuchas- matar a los tutsis ruandeses”.
El gobierno de Ruanda por su parte, también reclamó una parte substancial del Congo como territorio de la “Ruanda histórica”, además de denunciar que Kabila estaba organizando un nuevo genocidio en contra de los tutsis de la región de Kivu. Cabe destacar que siempre ha sido objeto de controversia, si realmente la intervención ruandesa tuvo como fin exclusivo el proteger a los banyamulengues.
En una arriesgada maniobra, unos rebeldes del ADC secuestraron una aeronave del gobierno, desplazándose hacia la base de Kitona, en la costa atlántica, donde se les unieron soldados gubernamentales amotinados, esparciendo la revuelta por toda la zona. Cada vez más pueblos caían en manos de los nuevos rebeldes, en una sucesión ininterrumpida tanto en el Este como alrededor de Kitona. Los soldados de Uganda, Ruanda, Burundi y la ADC derrotaban a las fuerzas de Kabila reiteradamente, pese a los intentos de varios países de llegar a un acuerdo de paz. El 13 de agosto, menos de dos semanas desde el inicio de la revuelta, las fuerzas aliadas tomaron el control de la planta hidroeléctrica de Inga, que provee de energía a Kinshasa, al igual que el puerto de Matadi en el océano Atlántico (desde donde se transporta buena parte de los alimentos y bienes hacia la capital). El centro minero de diamantes de Kisangani cayó el 23 del mismo mes y para finales de agosto las tropas empezaron a amenazar a Kinshasa. En este período Uganda creó un grupo para apoyar su causa, denominado Movimiento para la Liberación del Congo (MLC).
Fuera de los triunfos mencionados, la lucha continuaba a lo largo del país, donde soldados pro Kabila combatían. Por su parte, los seguidores hutus del gobierno de la RDC eran fuertes en la zona este, donde no dejaban de hostigar a los nuevos ocupantes. Sin embargo nadie creía que el gobierno lograría sostenerse por mucho tiempo, y se esperaba la inminente caída de la capital. Durante este tiempo Kabila se dedicó desesperadamente a buscar el apoyo de diversos países africanos, al igual que el de Cuba.

### El apoyo regional a Kabila

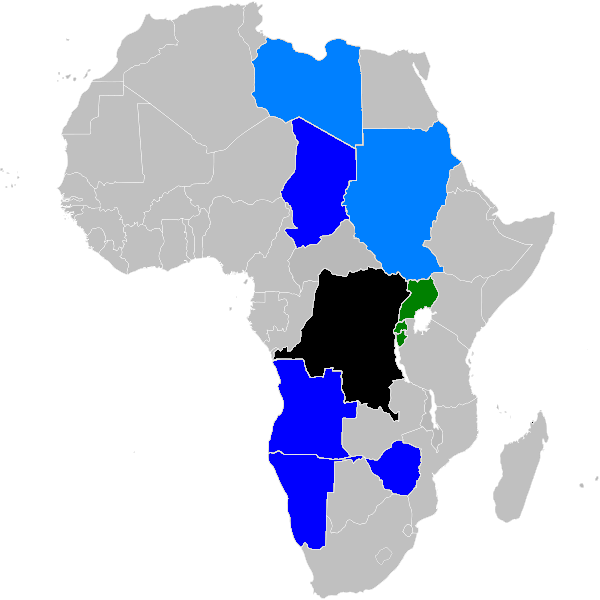
Países beligerantes en la guerra.

La revuelta fue detenida cuando los esfuerzos diplomáticos de Kabila rindieron sus frutos. Los primeros en responder a la llamada de Kabila fueron varios países de los que formaban el Comité para el desarrollo del África Austral. Aunque este organismo internacional contempla planes de defensa común en caso de agresión, varias naciones se mantuvieron en la neutralidad. Sin embargo países como Namibia, Angola y Zimbabue respondieron a la llamada urgente de Kabila, enviando apoyo a Kinshasa después de una conferencia realizada en Harare el 19 de agosto. Las motivaciones de cada uno de ellos eran distintas:

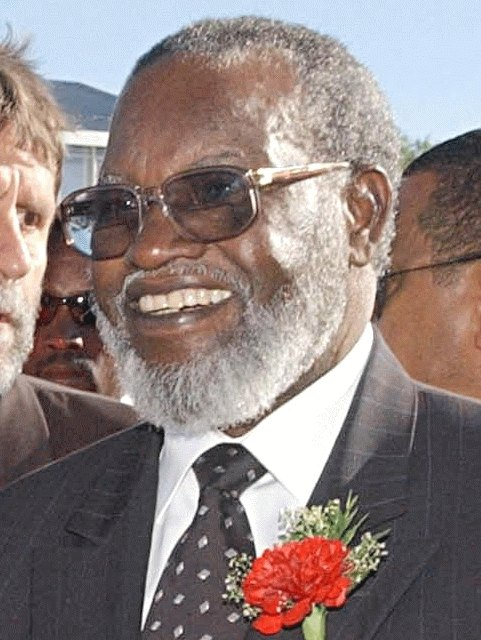
El presidente de Namibia Sam Nujoma.

- Angola

Después de 25 años de guerra civil, el gobierno angoleño pretendía acabar con las bases operativas de UNITA y de fuerzas mercenarias, que operaban en ese país desde hacía tiempo. Se dice que se financió con la venta de diamantes en el mercado negro para proveerse de armas que redirigía desde el sur del Congo hacia el país. Al parecer, esta supuesta razón ayudó a motivar a Angola a intervenir en la primera guerra del Congo, además de combatir al hostil régimen de Mobutu y su dictadura prooccidental. Se dice que Angola no esperaba que la revuelta fuese a instalar a un presidente mejor que Kabila y temía que al contrario generase un vacío de poder que beneficiaría grandemente a UNITA.
- Zimbabue

El presidente de esta nación Robert Mugabe fue uno de los principales artífices de la intervención en apoyo a Kabila, con el fin de acrecentar su prestigio y poder en África, así como para poder controlar parte de los recursos naturales del país. Kabila y Mugabe habían firmado un acuerdo por 200 millones de dólares que favorecía a corporaciones de propiedad de Mugabe y su familia en el área minera (informes de 1998 avalaban estos hechos). Mugabe había sido desplazado como el principal líder de la África subsahariana ante el ascenso de Nelson Mandela al poder en Sudáfrica, y creía que su rol en esta guerra podría catapultarlo nuevamente a los primeros lugares. Además le otorgaba una gran oportunidad de enfrentarse con otro prominente presidente africano como era el ugandés Yoweri Museveni.
- Namibia

El presidente Sam Nujoma tenía intereses similares a los de Mugabe, con varios familiares involucrados con la explotación de los recursos del país. Los intereses nacionales de Namibia en el Congo eran escasos, y la entrada en el conflicto fue contraria a la opinión mayoritaria de los habitantes y de los líderes políticos.
Fuera de estos tres países, varios otros se sumaron a la guerra en el transcurso de pocas semanas:
- Chad

Kabila había descontado la colaboración de los países francófonos del continente, pero después de una reunión en Libreville, Gabón, el 24 de septiembre, Chad decidió enviar una fuerza de varios centenares de hombres. Contó con el beneplácito de Francia, que buscaba recuperar sus influencias en una zona en la que había caído en desgracia, después de su aciaga intervención en el genocidio ruandés de 1994.
- Libia

El gobierno del coronel Muammar al-Gaddafi colaboró en la guerra prestando los aviones que utilizaron las fuerzas de Chad para llegar a la región. Sus probables intenciones debieron de ser terminar con el aislamiento internacional al que se encontraba sometido desde sus conflictos con los Estados Unidos a mediados de la década de 1980.
- Sudán

La intervención sudanesa en el conflicto se enmarca exclusivamente dentro de sus continuos problemas con su vecino Uganda, con el cual ha mantenido combates esporádicos, además de un constante apoyo a grupos rebeldes que operan en ese país, tales como el Ejército de Resistencia del Señor.
La guerra internacional comenzó entonces. En septiembre de 1998, las recién llegadas tropas de Zimbabue rompieron el cerco que se cernía sobre Kinshasa, mientras soldados de Angola penetraban en el país desde Cabinda y otras posiciones, logrando infligir grandes derrotas a los rebeldes. La intensidad del conflicto fue bajando con el paso del tiempo, llegando a estabilizarse una vez recuperada buena parte del territorio. Los límites se establecieron de forma discontinua y difusa, aunque basados en las zonas de intervención directa de los ejércitos nacionales de Uganda y Ruanda.
En noviembre de aquel año un nuevo grupo apoyado por Uganda ingresó en el combate con el nombre de Movimiento por la Liberación del Congo, en la zona norte de la RDC. El 6 de noviembre el presidente Paul Kagame reconoció por vez primera la intervención de fuerzas ruandesas por motivos de seguridad, probablemente después de una petición en este sentido del presidente de Sudáfrica Nelson Mandela, con el fin de proseguir con las negociaciones de un acuerdo de paz.
El 18 de enero de 1999 Ruanda, Namibia, Uganda, Angola y Zimbabue firmaron un acuerdo de alto al fuego en una cumbre celebrada en la capital de Namibia, Windhoek pero esta reunión no contó con la presencia de Kabila ni de ningún otro representante del gobierno del Congo, por lo que la lucha prosiguió.
Fuera de África, los países occidentales decidieron mantenerse neutrales, haciendo llamadas para el cese de la violencia. Estos países eran extremadamente reticentes a la posibilidad de enviar tropas al corazón de África. Mientras tanto, compañías mineras de Estados Unidos, Canadá e Israel apoyaron al gobierno de Kabila a cambio de acuerdos comerciales, actitud fuertemente criticada por organismos de defensa de los derechos humanos.

### Acuerdo de paz de Lusaka
El día 5 de abril de 1999 las tensiones dentro del bando formado por Uganda y Ruanda salieron a la luz, una vez que el líder de la ADC Ernest Wamba Wamba trasladó su base de operaciones desde Goma a la ciudad de Kisangani, bajo la protección de Uganda. Otro quiebre se produjo cuando Museveni de Uganda y Kabila firmaron un acuerdo de cese al fuego en la ciudad de Sirte (Libia) bajo los auspicios de Gaddafi, pese a que la ADC y Ruanda se negaron a participar en el encuentro. El 18 de abril, Wamba fue desplazado como cabeza de la ADC por un dirigente pro ruandés. Siete días después varias facciones de la ADC combatieron entre ellas por el control de la ciudad de Kisangani. Pese a estos hechos, las fuerzas contrarias a Kabila intentaron establecer un frente unido contra él, lo que se vio torpedeado por Uganda, que creó la nueva provincia de Ituri, generando nuevos combates étnicos, en lo que ha sido llamado una guerra dentro de otra guerra.
Pese a todos estos impedimentos, las circunstancias diplomáticas contribuyeron a establecer un acuerdo de alto de fuego. En julio de 1999 fue firmado el Acuerdo de Lusaka por seis de los países involucrados en la guerra (la República Democrática del Congo, Ruanda, Uganda, Angola, Namibia y Zimbabue). El 1 de agosto se sumó el MLC, mientras que la ADC se negó a firmar. Los términos del acuerdo eran que todas las fuerzas beligerantes, bajo una Comisión Militar Conjunta, cooperarían en identificar, desarmar y documentar a todos los grupos armados que operaran en el Congo, especialmente aquellas relacionadas con el genocidio ruandés de 1994. Pese a los términos, poco o ningún esfuerzo se realizó por desarmar a los intervinientes.
En agosto de 1999 el Consejo de Seguridad de las Naciones Unidas ordenó el despliegue de 90 inspectores con el fin de apoyar el cumplimiento del acuerdo de tregua. Durante los meses siguientes todas las partes se acusaron mutuamente de violar el acuerdo, provocando un sinnúmero de pequeños pero graves incidentes. La tensión entre Uganda y Ruanda se agravó con el paso del tiempo, hasta que los ejércitos de ambos países se enfrentaron en la ciudad de Kinsagani a comienzos del mes de agosto. En noviembre la emisora oficial de televisión del gobierno de Kinshasa informó que el ejército había sido reorganizado y se encontraba presto a cumplir “su misión de liberar al país”. Las fuerzas ruandesas iniciaron entonces una gran ofensiva que fue repelida en las cercanías de la capital.
El 30 de noviembre de 1999 el Consejo de Seguridad en su resolución N.º 1279 autorizó el despliegue de una fuerza multinacional de 5.537 cascos azules y 500 observadores, en la Misión de las Naciones Unidas en la República Democrática del Congo (conocida como MONUC por su acrónimo en francés), con el fin de colaborar y monitorear el cumplimiento del Acuerdo de Lusaka. Pese a este despliegue los graves enfrentamientos continuaron, especialmente entre las fuerzas de Uganda y Ruanda en Kisangani en mayo y junio de 2000. El 9 de agosto del mismo año una gran ofensiva lanzada por el gobierno fue detenida en los alrededores del río Ubangui por fuerzas del MLC. Los reiterados intentos diplomáticos seguidos por varios países y organismos internacionales como la ONU, la Organización para la Unidad Africana (actual Unión Africana) y la Comunidad para el Desarrollo de África Austral no lograron detener la crisis. En 2008 los cascos azules en la zona de conflicto alcanzaban los 20 000 hombres.

### Asesinato de Kabila
El 16 de enero de 2001 se produjo una grave crisis cuando el presidente Kabila fue asesinado por un miembro de su guardia personal, dentro del Palacio Presidencial de Kinshasa. La identidad de quien ordenó el asesinato permanece desconocida, aunque las sospechas se dirigen principalmente a los aliados de Kabila, quienes trataban de evitar el cumplimiento del plan para el establecimiento de una constitución democrática que abriera paso a elecciones generales. Las tropas angoleñas tomaron parte destacada en el cortejo fúnebre del presidente. Para Occidente, en cualquier caso, era más importante determinar quién heredaría el poder que realizar una investigación detallada de lo sucedido.

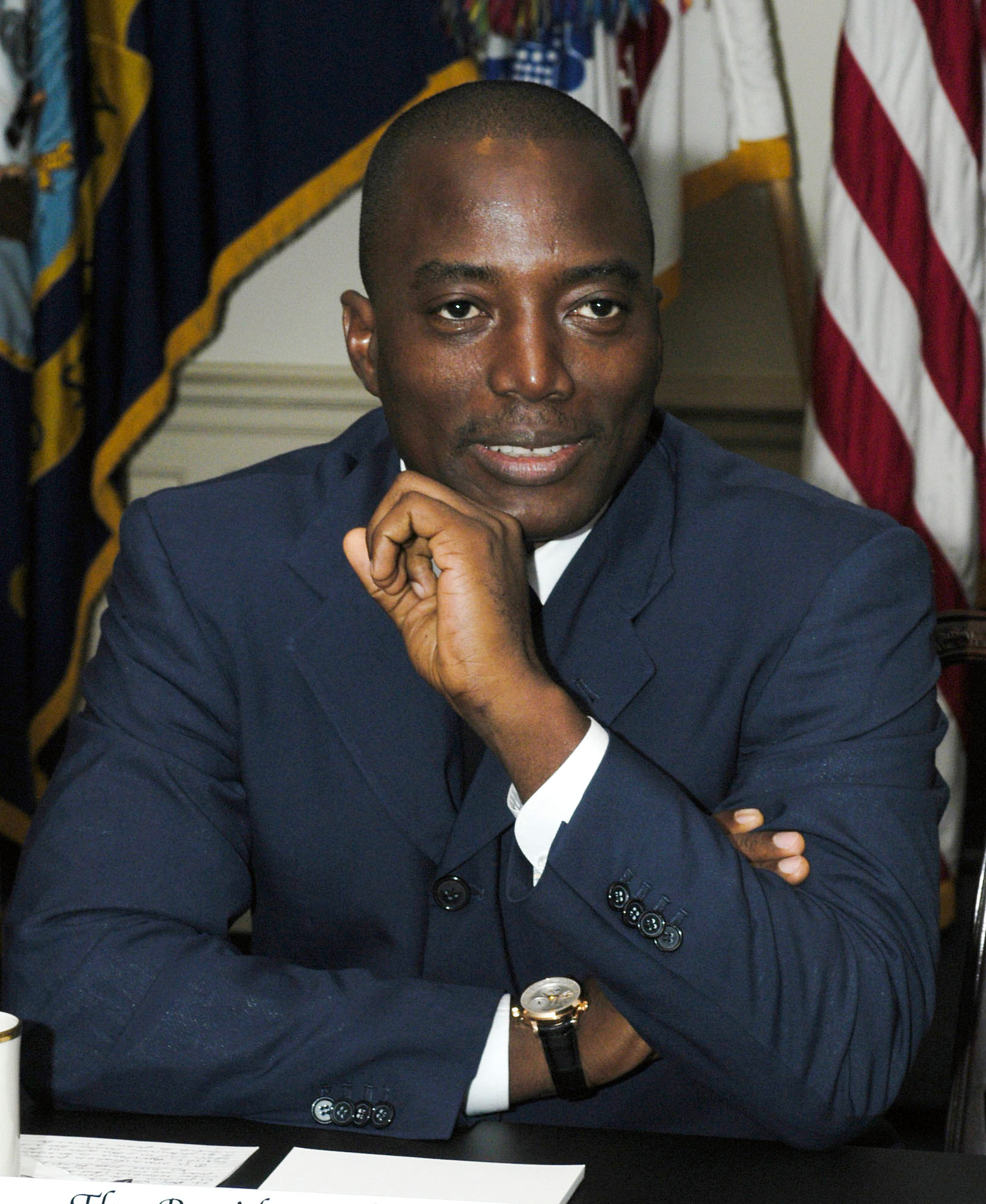
Joseph Kabila.

Periódicos norteamericanos, especialmente el Washington Post, evaluaron positivamente al hijo del extinto presidente en comparación con este, acusando a Kabila de ser el principal obstáculo para dar cumplimiento al tratado de paz. El 29 de enero el parlamento eligió a Joseph Kabila como nuevo presidente de la República, con solo 29 años de edad. Esta elección fue el resultado de las presiones ejercidas por Mugabe para asegurarse el cumplimiento de sus pactos, y también porque todos los diputados habían sido elegidos personalmente por Laurent Kabila. En menos de un mes se reunió con Paul Kagame, presidente de Ruanda, en los Estados Unidos, llegando al acuerdo de intentar lograr el cumplimiento del tratado de Lusaka y las recomendaciones de la ONU. Al poco tiempo Ruanda y Uganda iniciaron la retirada parcial de sus tropas de los frentes.
Un comité especializado de la ONU destinado a investigar la explotación ilegal de diamantes, cobalto, oro, coltán y otros ricos recursos naturales de la RDC, emitió un informe en abril del 2001. En este acusaba a Ruanda, Zimbabue y Uganda de explotar ilegalmente tales recursos, solicitando al Consejo de Seguridad que impusiera sanciones a dichos países. Pese al comportamiento de Ruanda en este conflicto, este país sigue recibiendo mucha más ayuda internacional que la RDC, mientras que Kagame es considerado un "respetado estadista" por las potencias occidentales, cuya colaboración fue clave para poner término al genocidio ruandés. Para otros es un tipo poco confiable. Veamos parte de su cuestionada historia política y militar: El 6 de abril de 1994, el avión que transportaba al Presidente de Ruanda, Juvénal Habyarimana y al Presidente de Burundi, Cyprien Ntaryamira fue derribado por un misil tierra-aire cuando se aproximaba al aeropuerto de Kigali. Todos los que iban a bordo murieron. Un juez francés que investigó la muerte de los pilotos franceses del avión, concluyó que Kagame dio la orden de derribo, así mismo un juez español ha llegado a las mismas conclusiones. Kagame ordenó el ataque, aunque otros dicen que los responsables fueron extremistas hutus cercanos al gobierno del propio Habyarimana.
Las muertes fueron el detonante del genocidio de Ruanda. Aproximadamente 800 000 ruandeses, sobre todo de la etnia tutsi, fueron asesinados sistemáticamente por el gobierno Hutu y miles de mujeres fueron infectadas con el virus del VIH mediante violaciones. En respuesta, el FPR de Paul Kagame dio un paso adelante en sus esfuerzos para derrocar al gobierno genocida. En julio de 1994 lo consiguieron, expulsando a los genocidas del poder y acabando con los asesinatos de tutsis. Se cree que también ellos atacaron a civiles desarmados. Los cálculos sobre el número civiles hutus muertos en masacres de represalia por parte del FPR en Ruanda, van desde los 25 000 a más de 100 000.

### Una frágil paz
Los repetidos intentos de poner término a la violencia en el Congo fracasaron reiteradamente. El año 2002 trajo consigo el agravamiento de la situación interna de Ruanda, mientras que grupos como la ADC desistieron o actuaron débilmente en apoyar al gobierno de Joseph Kabila. Para agravar más la situación, los banyamulengues, cansados del interminable conflicto, se amotinaron varias veces, provocando graves desórdenes en las zonas que se encontraban bajo su control, chocando con el propio ejército de Ruanda. Como contrapartida de esta situación, la zona oeste del país, aquella controlada por el gobierno de Kinshasa, logró establecer un cada vez más firme orden interno, aumentando la seguridad, controlando la inflación y permitiendo el regreso de la ayuda internacional.
En abril de 2002, bajo los auspicios de Thabo Mbeki, presidente de Sudáfrica, se realizaron conversaciones de paz en la ciudad de Sun City, con el fin de establecer las bases de un Congo unificado, con un sistema democrático multipartidista y de elecciones abiertas. Este acuerdo ha sido violado varias veces, aunque ha traído aparejado un descenso significativo de la violencia en el país. El principal problema de este compromiso es no resolver el problema del ejército, cuestión fundamental para el restablecimiento de la paz, por lo que se ha debilitado con el tiempo.
El 30 de julio del mismo año se firmó en la ciudad sudafricana de Pretoria un tratado de paz que puso término a buena parte de los problemas entre Ruanda y la RDC. Los dos principales puntos del acuerdo fueron:
- La retirada de 20 000 soldados ruandeses del territorio congoleño; y
- El desarme de las guerrillas hutu interahamwe, uno de los actores principales del genocidio ruandés, todavía activas en el este del Congo.

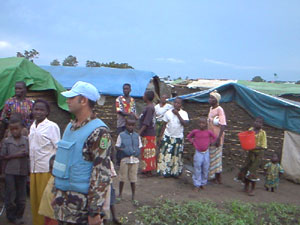
Refugiados del campo de Bunia.

El 6 de septiembre se logró llegar a otro tratado de paz, esta vez con Uganda, por el cual esta última nación se comprometía a retirar sus tropas de Bunia y fortalecer las relaciones entre ambas naciones, aunque su cumplimiento ha sido problemático. Once días después de la firma, Ruanda anunció el inicio de la retirada de sus tropas, operación concluida el 5 de octubre, hecho confirmado por el MONUC.
El 21 de octubre la comisión de expertos emitió su informe acerca del pillaje de las riquezas naturales del Congo por parte de los beligerantes. Ruanda y Uganda rechazaron vehementemente las acusaciones contra integrantes de sus tropas, culpados de enriquecerse a costa del tráfico ilícito de diamantes.
El 17 de diciembre de 2002, en un día trascendental para la historia de la RDC, el Movimiento para la Liberación del Congo, la Asamblea para la Democracia Congolesa y dos de sus facciones, la oposición política, representantes de la sociedad civil y miembros de las milicias Mai-Mai firmaron el “Acuerdo Global e Inclusivo de Pretoria” que ponía término al conflicto y establecía un cronograma definido para la instauración de un sistema democrático en el país. Este acuerdo puso término formal a la segunda guerra del Congo.

### Gobierno de transición
El 18 de julio de 2003 asumió el cargo un nuevo gobierno de transición, en cumplimiento del Acuerdo global de diciembre de 2002. Este acuerdo obliga a los partidos y facciones a realizar el desarme de los grupos armados, reunificar el país, renunciar a la lucha armada y participar en las elecciones generales planeadas. El cumplimiento de este acuerdo ha sido sumamente difícil, ya que los problemas y las luchas han continuado en todo el período, obligando a postergar las elecciones generales desde junio de 2005 a julio de 2006.
La causa principal de estos problemas, -heredados del colonialismo y el neocolonialismo occidental, que propicia deliberadamente las provocaciones y conflictos militares así como la falta de una tradición republicana y una administración justa y sustentable de sus propios recursos naturales en beneficio de su propio pueblo-, ha sido el rechazo por varias facciones al establecimiento de una administración pública no partidista y centralizada. Los beligerantes mantienen estructuras militares de mando separadas del Gobierno de Transición, mientras que la corrupción endémica del país, heredada del cleptócrata por antonomasia Mobutu Sese Seko, provoca que buena parte de los recursos se pierdan y sean sustraídos por altos miembros de la administración.
Durante gran parte de este período varios analistas colocaron a la RDC dentro de la categoría de estado fallido, a la vista de la gravedad de los problemas que sufría, aunque la posibilidad de que esta consideración cambie será mayor una vez que se establezca un gobierno democrático.
En la actualidad y pese a todos los intentos, la violencia permanece y se han continuado produciendo graves violaciones a los derechos humanos en varios sectores del país. En las provincias de Kivu del norte y del sur las Fuerzas Democráticas para la Liberación de Ruanda continúan hostigando a la población, mientras que en Ituri las fueras del MONUC se han mostrado incapaces de controlar a los grupos armados que pululan por la región. Por último, en la provincia de Katanga las milicias Mai Mai creadas por Kabila se han independizado del gobierno de la RDC, provocando graves incidentes.

### Intervención de la Corte Penal Internacional
Artículo relacionado: Corte Penal Internacional
El 19 de abril del año 2004 la RDC, como estado firmante del Estatuto de Roma que estableció la Corte Penal Internacional, se comunicó con el fiscal de dicho tribunal con el fin de invitarlo a pronunciarse acerca de la posible existencia de crímenes que podrían estar bajo su jurisdicción. El 23 de junio el fiscal Luis Moreno Ocampo decidió iniciar una investigación acerca de los hechos, siendo autorizado por la Sala de Asuntos Preliminares.
El 17 de marzo de 2006 fue detenido, bajo una orden de detención emitida por la fiscalía, el exlíder de la Unión de Congoleños Patriotas Thomas Lubanga. Se le acusó de utilizar a niños soldados dentro del marco del conflicto de Ituri (una subguerra dentro del conflicto), un delito expresamente tipificado y condenado en el Estatuto de Roma. Lubanga tendrá el dudoso honor de ser la primera persona que enfrente un juicio por la Corte Penal Internacional.

## Consecuencias

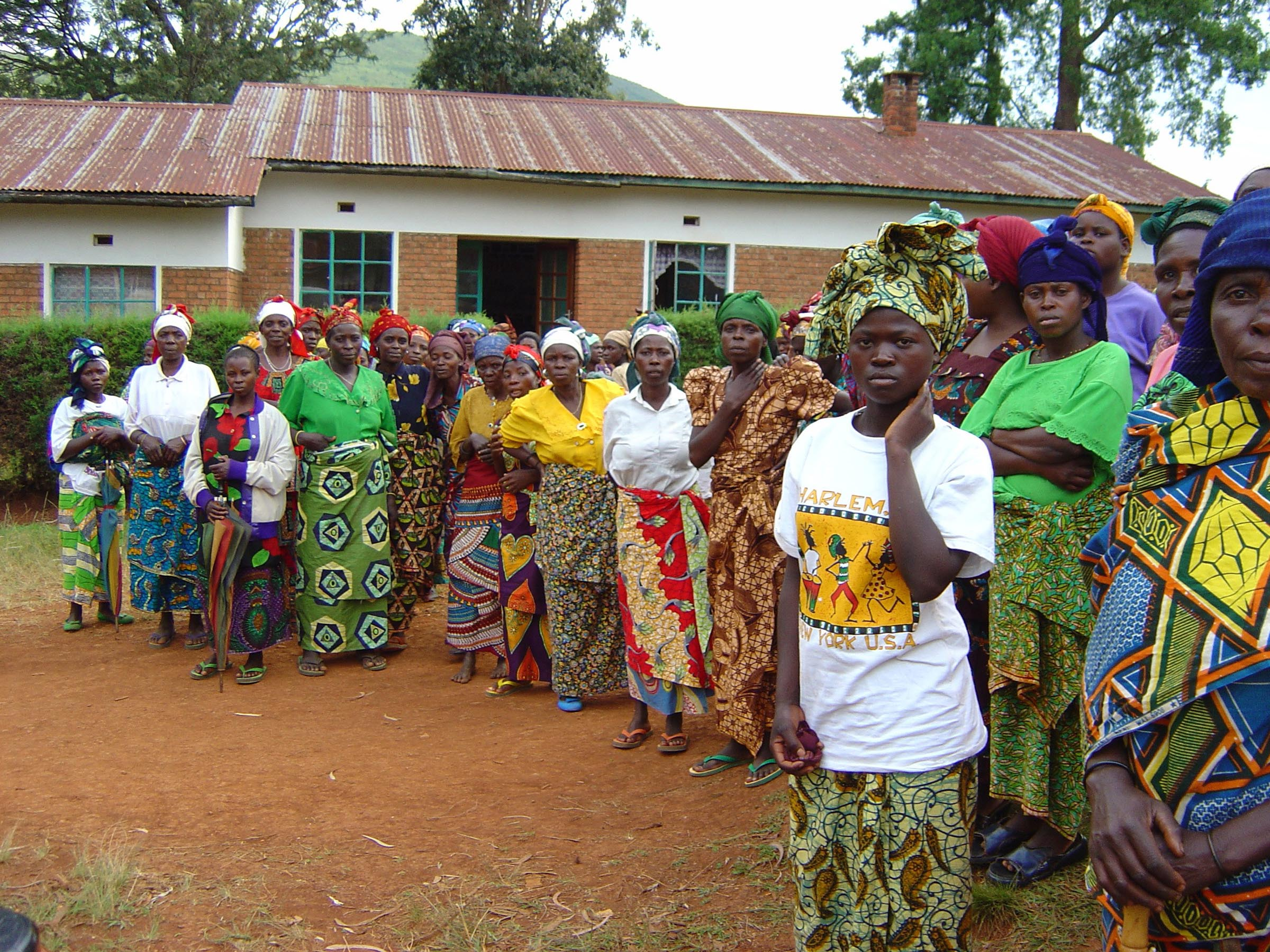
Grupo de mujeres que sobrevivieron a violaciones organizadas en la provincia de Kivu del Sur.

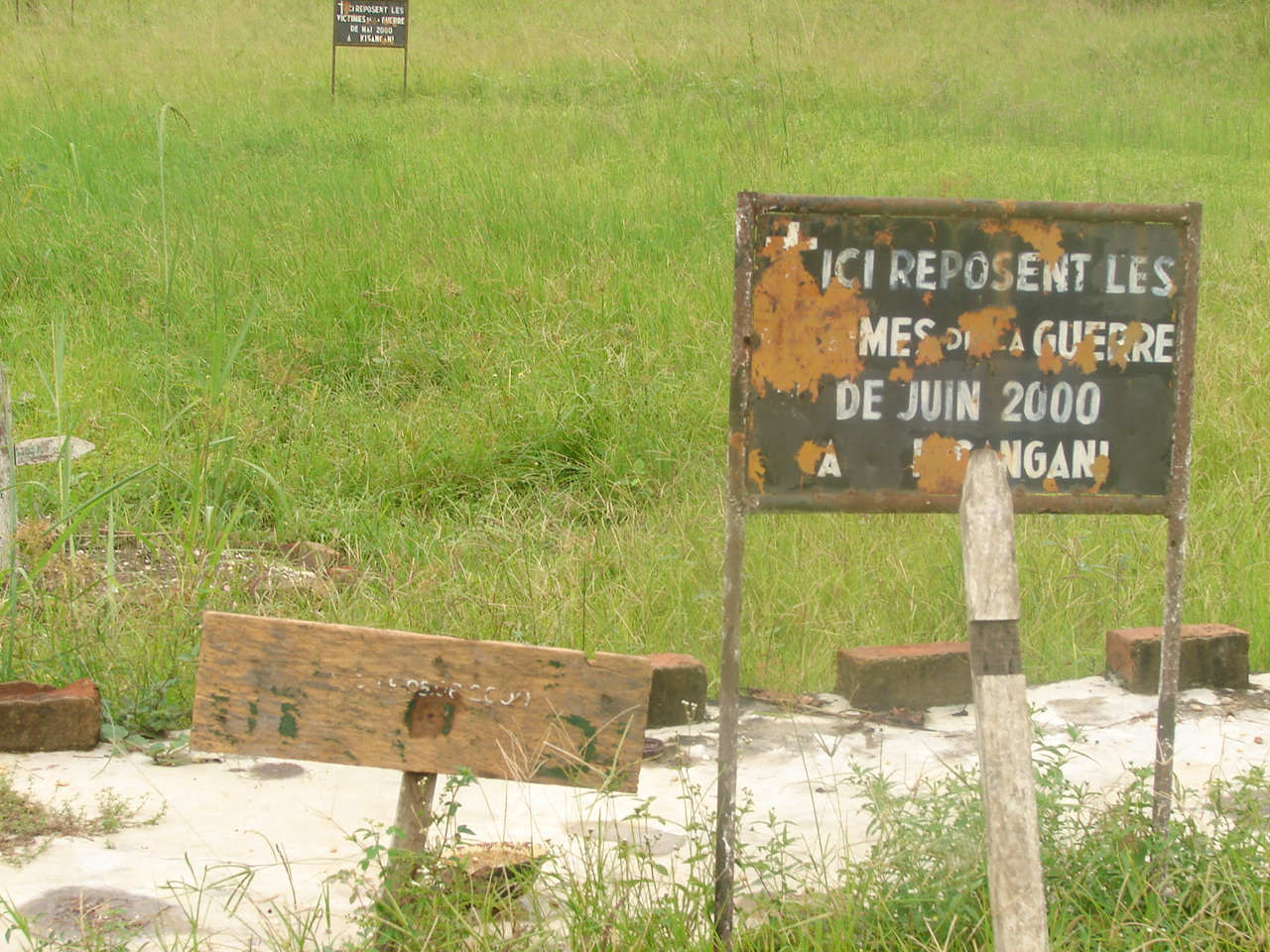
Cementerio-memorial de víctimas de la guerra en Kisangani.

La guerra ha sido tal vez una de las peores desgracias que ha sufrido este país desde su independencia. Ésta ha servido para destruir la débil economía que existía, en una región ya pobre producto de años de explotación colonial salvaje –como la llevada a cabo por Bélgica- y del establecimiento de un régimen cleptócrata, dirigido por el insaciable Mobutu. La pequeña inversión extranjera que existía huyó durante el conflicto, dejando al estado sin recurso alguno. Mucha de la infraestructura que existía fue destruida, mientras que los coletazos de la guerra étnica llevada a cabo en Ruanda en 1994 azotaron y profundizaron las ya graves divisiones raciales que hay en el país.
- Muerte:

Cerca de 5 000 000 personas han muerto como resultado directo del conflicto, según estimaciones del Comité Internacional de Rescate. La mayoría de ellas (80-90 %) producto de enfermedades prevenibles, por la hambruna y desnutrición causada por la guerra, la destrucción de infraestructura y el desplazamiento de refugiados. Paradójicamente, esto demuestra que de los millones de fallecidos de la mayor guerra africana, sólo unos 500 000 murieron en combates por la guerra misma. El Comité Internacional de la Cruz Roja calculaba en el 2004 una estimación de entre 3,4 y 4,4 millones de muertos, dependiendo de las variables aplicadas al modelo. Las cifras más alcistas hablan de 6 a 7 millones de muertos. Las principales regiones afectadas por los combates fueron Ituri y Kivu, al este de la RDC.
- Violencia sexual:

Las violaciones masivas llevadas a cabo por los combatientes fueron utilizadas como arma por todos los grupos del conflicto. En octubre de 2004 Amnistía Internacional consignó cerca de 40 000 casos de violaciones sufridas en los últimos seis años, la mayoría de ellas en el sur de Kivu. Esta cifra es bastante menor a la estimada por otros organismos, en gran medida porque el estudio que se realizó fue parcial y concentrado en áreas accesibles del territorio, al mismo tiempo que buena parte de las mujeres violadas se niegan a dar su testimonio. Una de las pruebas de ello es el alto número de mujeres que sufren de fístulas vaginales, probablemente causadas por violaciones grupales. La naturaleza endémica de la violación en el conflicto ha causado (fuera de los traumas físicos y psicológicos al individuo) un grave aumento de las enfermedades de transmisión sexual, especialmente el sida. Se estima que hasta 1 000 000 de mujeres han sido violadas, esclavizadas, torturadas, obligadas a embarazos o abortos forzados, etc.
- Refugiados:

El éxodo masivo de refugiados internos llegó a la cifra de 3,4 millones, la mayoría de ellos proveniente de las provincias del este, mientras que cerca de 2 millones más buscaron refugio en los países vecinos de Burundi, Ruanda, Tanzania y Uganda.
- Valoración regional:

La guerra provocó el cuestionamiento acerca de la situación del África Subsahariana en su conjunto. El avance en la democratización de la región desde comienzo de la década de 1990 y el fin del apartheid en Sudáfrica habían acrecentado las expectativas para la región. Pero las crisis provocadas por el genocidio ruandés y por esta guerra han demostrado en parte que no eran más que falsas expectativas.
- Medio ambiente:

Los efectos devastadores sobre la economía y las instituciones sociales repercutieron gravemente en la flora y fauna de la región. En septiembre de 2005 un estudio realizado por la WWF detectó que la población de hipopótamos en el lago Eduardo había caído a cerca de 900 individuos desde una cifra de 29 000 treinta años antes. Este descenso se atribuye a la necesidad de comida por parte de los habitantes, al igual que para vender los dientes como marfil. En la misma zona viven cerca de la mitad de los 700 gorilas de montaña del mundo.

### Informes y documentos

#### En español
- Informe sobre la situación de los derechos humanos en la República Democrática del Congo (ex Zaire), presentado por el Relator Especial Roberto Garretón a la ONU.
- Dossier especial sobre el Congo en Afrol News.
- Dossier especial acerca de la situación en la R.D. del Congo por los Comités de Solidaridad con el África Negra.
- Misión de las Naciones Unidas en la República Democrática del Congo.
- Informe 2006 de Amnistía Internacional acerca de la situación en la República Democrática del Congo.
- i.dem :::Incidencia Democrática ::: (véase artículos del resto del mundo)

#### En inglés
- Informe anual del año 2006 del Comité Internacional de la Cruz Roja acerca de la situación en la R.D. del Congo (enlace roto disponible en Internet Archive; véase el historial, la primera versión y la última)..
- Informe estadístico anual de la R.D. del Congo para el año 2004, del Alto Comisionado de las Naciones Unidas para los Refugiados.
- Dossier especial sobre la Guerra del Congo en The New York Times.
- BBC Preguntas y respuestas acerca de la guerra del Congo.
- Línea de tiempo de la Guerra del Congo.

### Mapas

#### En español
- ONU - mapa de distribución de los cascos azules.
- MONUC - mapas Archivado el 9 de octubre de 2007 en Wayback Machine..
- The curse of Congo’s mineral wealth « Conradiator

#### En inglés
- Global Security - mapas de la guerra.
- ACNUR - mapa de la distribución de los refugiados en la R.D. del Congo.
- Guardian - mapa con las posiciones del FDLR.
- Mapa de los grupos armados
- ugandagenocide.info
- The roots of war in eastern Congo - World news - The Guardian
- Weiss - War and Peace in the RDC (I)

#### En francés
- TV5MONDE: Echec des casques bleus dans les Nord et Sud Kivu (mapa de los recursos del Congo) Archivado el 9 de agosto de 2014 en Wayback Machine.

- Datos: Q75756
- Multimedia: African World War / Q75756